# Finska kadettkåren

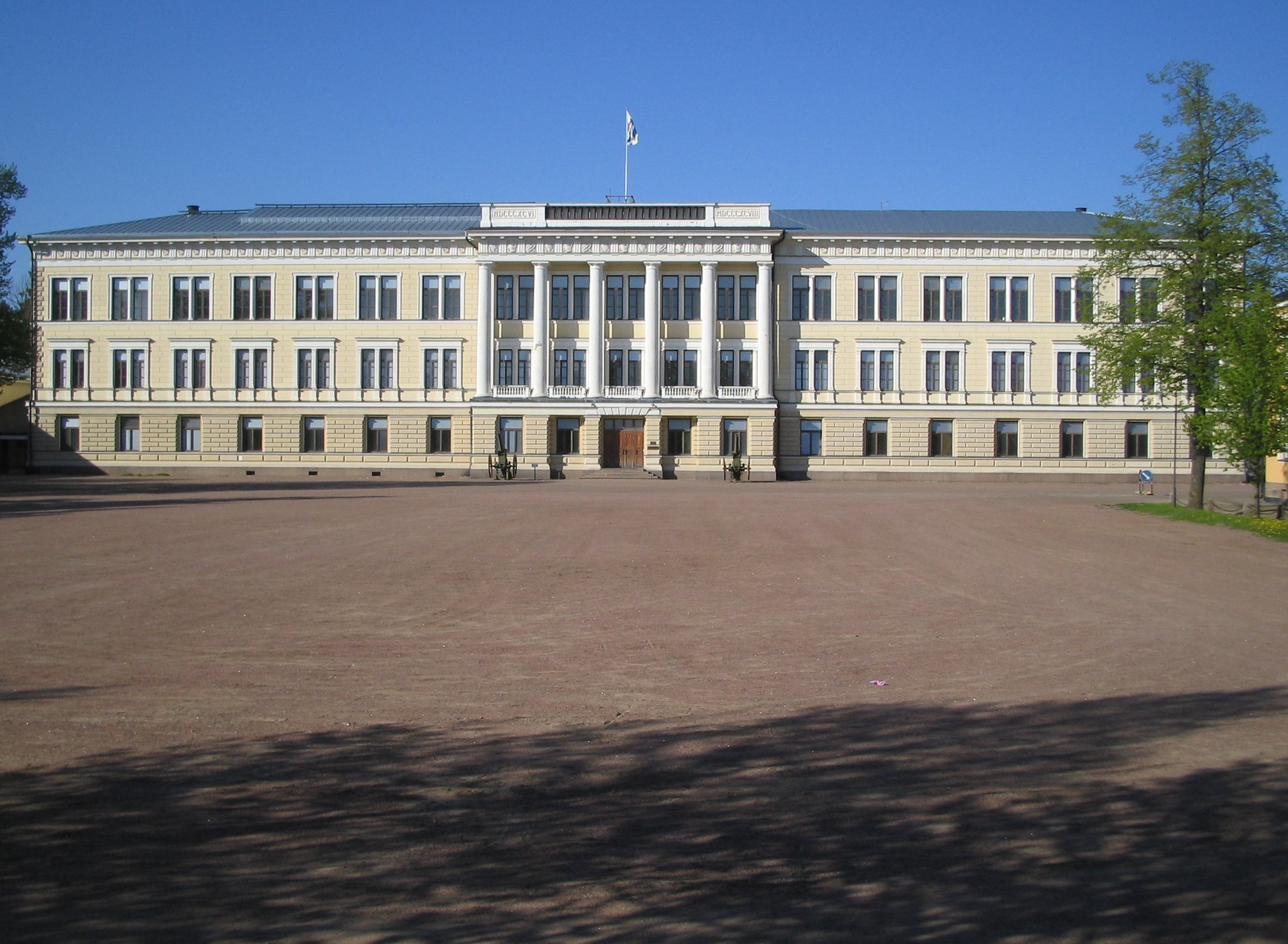
Finska kadettkårens huvudbyggnad i Fredrikshamn, färdigställd 1898.

Finska kadettkåren, Finlands enda högre militärläroverk, ledde sitt ursprung från den på Haapaniemi (i Savolax) 1780 av Göran Magnus Sprengtporten grundade "krigsskolan". Skolan indrogs helt och hållet 1808, men i dess ställe inrättades 1812 där en Topografisk kår för utbildande av skickliga rekognoscörer. 
Sedan kårens byggnader blivit genom vådeld förstörda 1818, flyttades anstalten till Fredrikshamn och ombildades till Finska kadettkåren, vars verksamhet vidtog 1821 och huvudsakligast gick ut på att utbilda truppofficerare, över huvud taget var högsta antalet kadetter 120, fördelade på fyra allmänna och tre specialklasser. 
Efter examen ägde kadetterna rätt att, beroende av examensresultatet, vinna befordran till officerare vid gamla gardet, artilleriet (unga gardet) eller armétrupperna. Särskilt karakteristiskt för detta läroverk var den synnerligen högt utvecklade kårandan, framkallad och underhållen av det utmärkt väl organiserade "kamratskapet". Då finska värnpliktiga militären upplöstes 1901–1902, kom turen till Finska kadettkåren att bli föremål för generalguvernör Nikolaj Bobrikovs förföljelse, och genom generalorder av den 24 juli 1903 anbefalldes dess upplösning. Inalles hade från anstalten utexaminerats 960 officerare till olika vapenslag. Av dessa sökte sig 253 till tjänstgöring vid finska förband och 702 till Ryska.